# Phrenitis

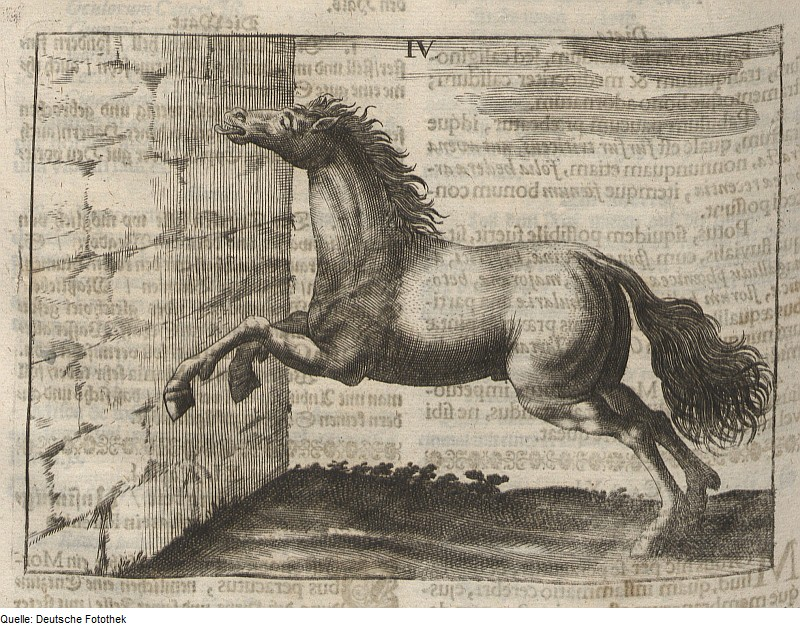
Un cheval souffrant de phrénite. Nutztierhaltung & Tiermedizin & Pferd & Krankheit, Georg Simon Winter von Adlersflügel

La phrenitis, phrénésie ou phrénite est un terme médical historique datant de l'antiquité grecque et qui désignait à l'origine un état d'agitation avec délire fébrile. Ce concept a été plus ou moins utilisé jusqu'au XVIIIe siècle.  

## Étymologie et évolution sémantique
Le terme phrénitis dérive du grec phrên (phrénos ou phrènes) désignant à l'origine le diaphragme, siège des émotions, de l'esprit et de l'intelligence au temps de la médecine homérique ; le suffixe -itis indiquant la maladie ou l'affection et, en vocabulaire médical moderne, l'inflammation. 
Au fil du temps, le diaphragme et la région cardiaque (le cœur et le cardia) perdent progressivement leur rôle de siège de l'esprit et des émotions. Toutefois, le terme phrénitis (agitation délirante fébrile) persiste jusqu'au XIXe siècle, de même la racine phren- qui garde son double sens de diaphragme (nerf phrénique) et d'esprit ou intelligence (phrénologie, schizophrénie…). 
Le phrénétique (en latin phreniticus) est le malade atteint de phrénitis. Dans le langage courant, le terme phrénitis se retrouve dans le français frénésie, et l'anglais frenzy. De même si frénétique est un adjectif en français moderne, c'est un substantif en français médical ancien pour désigner le fou exalté. 

## Évolution du concept

### Antiquité gréco-romaine
Dans l'Antiquité, les trois principales maladies qui entrainent la folie sont la phrénétis, la manie et la mélancolie. La manie et la mélancolie, en tant que maladies de longue durée, intéressent les médecins et les philosophes, alors que la phrénétis, maladie aiguë souvent mortelle, reste un problème essentiellement médical.
Pour les philosophes, la manie et la mélancolie sont des maladies de l'âme (« maladies mentales »), alors que pour les médecins toutes les maladies sont somatiques (monisme médical). La phrénétis n'est pas une maladie de l'âme, mais elle pose la question de l'articulation (lieux et relations) entre le corps et l'âme.

#### Corpus hippocratique (VeetIVesièclesav. J.-C.)
Le concept de phrénitis est d'abord mentionné dans le Corpus hippocratique, notamment dans le Régime des maladies aiguës, où l'auteur regroupe des maladies aiguës que les Anciens ont appelées pleuritis, péripneumonie, phrénitis et causus qui dépendent toutes d'une fièvre continue.  

##### Description
D'autres textes hippocratiques précisent que la phrénitis est une maladie localisable, se distinguant par une douleur plus forte de l'hypocondre droit, dans la région du foie. Au 4e ou 5e jour, quand la fièvre et la douleur croissent en intensité, le malade se met à délirer (« paroles errantes », littéralement « hors du sillon ») de façon continue, la maladie évolue rapidement vers la mort avec tremblements, refroidissement des extrémités, et mouvements automatiques des mains (crocydismos et carphologie en termes techniques hippocratiques): 
J'ai observé ce qui suit sur les mouvements des mains : (...) les mains promenées sur le visage, cherchant dans le vide, ramassant des fétus de paille, arrachant brin à brin le duvet des couvertures, détachant les paillettes du mur sont des indices funestes et de mort (Le Pronostic, 4). 
Selon les textes, d'autres symptômes secondaires sont mentionnés comme l'insomnie, les spasmes et convulsions, les urines décolorées avec dépôts flottants,.

##### Causes et traitement
La phrénitis s'explique dans le cadre de la théorie humorale : la maladie est liée à un déplacement de bile vers le diaphragme lors de changement de saison, les phrénitis les plus graves survenant en hiver et au début du printemps. Cette bile trop chaude échauffe le sang, le cœur ou le cerveau, elle entraîne un dérangement de la raison. De trop chaude, elle peut devenir trop froide, entrainant la mort. La phrénitis associée à la péripneumonie est aussi de pronostic fatal. 
Le traitement vise à revenir à l'équilibre antérieur des humeurs, pour évacuer l'excès de bile ou arrêter son mouvement nocif, par émétiques, diurétiques, sternutatoires… Dans la pharmacopée contre la phrénitis, l'hellébore noir occupe une place centrale. Le médecin hippocratique utilise des moyens complémentaires comme le régime (aliments censés réchauffer ou refroidir le corps), des boissons comme l'oxymel (mélange de vinaigre et de miel) les bains et les compresses chaudes ou froides, la saignée de la veine interne du coude. 

Le texte De la Maladie sacrée se distingue des autres textes hippocratiques en étant le seul à placer le siège de la pensée dans le cerveau et non dans les phrênes. Selon l'auteur de la Maladie sacrée, c'est par la respiration, l'air, le souffle ou pneuma circulant vers le cerveau, que proviennent l'intelligence et le mouvement. Si le cerveau est refroidi par le phlegme ou pituite, il donne des  « fous paisibles », tristes et prostrés, lorsqu'il est échauffé par la bile, il donne des « fous criards », toujours en mouvement, sujets à des rêves terrifiants. Il réfute le rôle du diaphragme : 
Je dis donc que le cerveau est l'interprète de l'intelligence. Le phren a un nom qu'il doit au hasard et à l'usage, mais non à la réalité et à la nature. Je ne vois pas quelle influence il a pour la pensée et l'intelligence. À la vérité, quand on éprouve à l'improviste un excès de joie ou de chagrin, il tressaillit et cause des soubresauts ; mais cela tient à son peu d'épaisseur et à ce que dans le corps il est le plus étendu en largeur (De la maladie sacrée, traduction Littré). 
 De la même manière, l'auteur refuse le rôle du cœur qui ne tient que par sa proximité avec le diaphragme. Cette problématique est liée à celle des traditions philosophiques (Platon, Aristote…) et notamment à la philosophie naturelle du stoïcisme où le souffle ou pneuma constitue la force unique expliquant les mouvements et transformations du monde.  
Les rôles respectifs du cœur et du cerveau comme siège ou interprète de la pensée, ou d'articulation entre l'âme et le corps, seront débattus jusqu'à la Renaissance. 

#### Du Corpus hippocratique à Célius Aurélien (Vesiècleapr. J.-C.)
Le concept de phrénitis est repris par les médecins antiques, conservé dans ses grandes lignes : une maladie fébrile aiguë avec délire, évoluant le plus souvent vers le coma et la mort précédée de mouvements automatiques des mains. Des variations de détails apparaissent selon les auteurs : des aspects cliniques ou thérapeutiques sont mis en avant, ou au contraire plutôt négligés, selon leur appartenance à telle ou telle tradition médico-philosophique.

##### Lieux affectés
Dioclès de Caryste et Praxagoras sont les premiers à faire de la phrénitis une « inflammation » des phrênes ou de la région cardiaque.
Les approches de la phrénitis sont relativement renouvelées par les études d'anatomie de l'école médicale d'Alexandrie au temps d'Hérophile et d'Érasistrate (IIIe siècle av. J.-C.). Le problème de la localisation de la phrénitis (du siège de la maladie ou locus affectus) et des fonctions mentales, plutôt négligé dans les textes hippocratiques, prend plus d'importance.
Ces nouvelles découvertes anatomiques concernent essentiellement les systèmes nerveux et vasculaires, dont les nerfs crâniens et leur origine cérébrale, et le phénomène des pouls. Arétée de Cappadoce est l'un des premiers à placer le siège des sensations au cerveau, mais il situe toujours la volonté et la pensée rationnelle au cœur ou à la région cardiaque ; alors que Galien fait du cerveau le siège de l'ensemble des fonctions mentales.
Selon les écoles, la phrénitis s'explique par un déplacement de bile (Galien précise bile jaune) et un excès de chaleur avec sècheresse, soit dans le sang, soit par vapeurs qui viennent obscurcir le cerveau ou enflammer ses membranes. Il existe d'autres théories : l'une de type pneumatique, basée sur le concept de pneuma, l'autre de type mécanique – atomisme –  où la phrénitis s'explique par un blocage des corpuscules de la sensation au niveau des membranes du cerveau. Il y aurait là les influences respectives du stoïcisme pour la première et de l'épicurisme pour la seconde.
L'école méthodiste, principalement représentée sur ce sujet par Caelius Aurelianus, s'oppose aux autres en négligeant le problème de son siège et de ses causes. Ce domaine est jugé comme trop spéculatif et inutile à la pratique médicale (influences diverses du scepticisme ou de l'empirisme, selon les auteurs).

##### Approches cliniques
Galien distingue deux sortes de phrénetis : la phrénitis qui tient à l'encéphale (atteinte primaire) où la respiration est grave avec de longs intervalles, et la phrénitis qui tient au diaphragme (atteinte cérébrale par sympathie) où la respiration est inégale, tantôt courte et fréquente, tantôt longue et gémissante.  

Célius Aurelien s'attache à préciser la clinique de la phrénitis : il fait du pouls de la phrénitis, un signe essentiel du diagnostic : 
Pouls très rapide et profond, et tremblant et faible, quelquefois s'évanouissant et s'affaiblissant comme la lumière d'une lampe qui manque d'huile.
 Galien décrit ce pouls comme petit, dur et rapide, « agité comme la houle de la mer », Rufus d'Éphèse tapote le pouls avec les doigts et trouve « une sensation d'une corde d'arc tendu qui touche les doigts par une très petite surface ». Ces signes sont d'autant plus importants pour la médecine antique, qu'il n'y avait pas de thermomètre pour évaluer une fièvre.
Célius Aurélien insiste sur le diagnostic différentiel de la phrénitis, il propose de distinguer le signe « un signe signifie la chose qu'il montre en même temps » du symptôme « un symptôme indique une différence de grandeur et de caractère ». Il s'attache à distinguer la phrénitis de la furor (accès maniaque), de la mélancolie, de la pleurésie et de la pneumonie :
- la pleurésie et la pneumonie ne donnent d'aliénation qu'au moment du paroxysme.
- la manie et la mélancolie se distinguent à leur début par l'absence de fièvre
- chez les maniaques, l'aliénation précède la fièvre, c'est l'inverse pour les phrénétiques.
- chez les mélancoliques, il existe un teint plombé et une haine du genre humain.
- chez les maniaques, les erreurs de perception sont des illusions, et chez les phrénétiques des hallucinations.

Pour Célius Aurélien, la phrénitis est une maladie totale du corps, et non un locus affectus, quoiqu'il reconnaisse que le cerveau est la partie la plus affectée. Toutefois ces différences d'approche n'entraînent pas de changements pratiques significatifs : les moyens thérapeutiques utilisés restent les mêmes. Chez Célius, l'accent est mis sur l'environnement du patient et la prévention d'une aggravation. Par exemple, il conseille un isolement sensoriel évitant la forte lumière comme l'obscurité totale, pour réduire les stimulations externes. La chambre du malade doit être calme, recevant peu de visites et la moins décorée possible, et sûre (éviter que le patient se blesse ou se défenestre). 
Pour Jackie Pigeaud, la phrénitis de l'Antiquité indique finalement qu' « une maladie est avant tout la forme qu'une école médicale donne à un certain nombre d'événements ».

#### Interprétations modernes
Les textes médicaux antiques peuvent être approchés de deux manières. La première est celle de la philologie classique qui cherche à reconstituer la pensée de l'auteur dans son contexte théorique (mode de pensée de la médecine gréco-romaine), dans ce cas la question du diagnostic rétrospectif ne se pose guère, voire pas du tout. Selon Jackie Pigeaud : « nous voulons considérer la phrénitis comme une maladie suis generis, même si elle est une construction arbitraire ».
La seconde est le fait de médecins historiens qui tentent d'identifier des « réalités pathologiques » (nosologie moderne) à partir des descriptions littéraires (textuelles). Ici c'est le diagnostic rétrospectif qui est la question centrale, voire unique. Cette approche est discutée, car difficile et fragile, ne serait-ce que par les évolutions du vocabulaire médical (un terme antique qui se maintient jusqu'à l'époque moderne peut changer de sens), et l'évolution du savoir médical lui-même (les diagnostics rétrospectifs effectués depuis la fin du XIXe siècle jusqu'au début du XXIe siècle dépendent aussi de leur propre époque). Aussi le diagnostic rétrospectif reste « toujours hypothétique, souvent douteux et rarement exclusif », il ne dépasse guère le stade du plausible,.
Au XIXe siècle, la phrénitis gréco-romaine a été interprétée comme « une variété de fièvre rémittente (en) et continue des pays chauds » par Émile Littré, d'autres en font une forme d'encéphalite ou de méningite sans correspondances exactes.
Au début du XXe siècle, W. H. S. Jones (en) traduit le terme phrenetis par brain-fever ou fièvre cérébrale, en l'interprétant comme une forme de paludisme (neuropaludisme),. La phrénétis est aussi considérée comme une méningo-encéphalite de type typhus ou typhoïde.
À la fin du XXe siècle, la phrénetis est vue soit comme un état d'agitation délirante fébrile, soit comme un syndrome délirant organique (delirium) tel que défini par le D.S.M III, ce qui couvre non seulement les causes infectieuses, mais aussi hyperthermiques, métaboliques et toxiques.

### Moyen Âge et période classique
Le Moyen Âge voit s'instaurer une coupure radicale entre le corps et l'âme, mais cela ne serait pas tant lié à l'avènement du christianisme (selon Owsei Temkin) qu'à un dualisme déjà inscrit dans la médecine antique, selon Jackie Pigeaud,. Par exemple Galien place l'âme, quelle qu'elle soit, dans le cerveau, mais il maintient un dualisme : si Galien insiste sur l'origine somatique de la folie, il admet aussi que des passions de l'âme puissent agir sur le corps . Dès lors, il existe deux folies différentes : les maladies du corps qui sont du champ de la médecine, et les maladies de l'âme qui relèvent de la philosophie (se guérir soi-même en dominant ses passions). 
Dans ce cadre, la phrénitis désigne une inflammation simultanée de l'esprit et du corps, non pas dans un sens théorique mais dans un sens descriptif : c'est une maladie du corps qui affecte l'âme. Par rapport à l'Antiquité, le diagnostic ne change guère. Avicenne distingue une forme furieuse de la phrénitis qu'il compare à « une manie associée à la frénésie », mais le sens général reste celui d'une agitation confuse et délirante, accompagnée de fièvre.
Durant la période classique, la pratique systématique des études anatomopathologiques (notamment celles de Thomas Willis, Jean Baptiste Morgagni et Xavier Bichat) permettent de préciser les structures cérébrales et les membranes du cerveau, ainsi que leur éventuel état inflammatoire. Les médecins distinguent alors une phrénitis primaire ou idiopathique (inflammation du cerveau sans cause décelable) et des phrénitis secondaires liées à des causes externes reconnues, déjà mentionnées depuis l'antiquité, telles que insolation, intoxication, traumatisme crânien…
Le sujet prend un tour plus moderne lorsque William Cullen (1710-1790) introduit le terme delirium pour désigner les troubles du jugement.

### Période moderne
Philippe Pinel (1745-1826) est le dernier auteur à avoir utilisé le terme de phrenetis ou phrénésie dans sa classification des maladies. Il classe la phrenetis  dans la catégorie des « phlegmasies » (inflammations), il en fait une inflammation des membranes du cerveau. Au XIXe siècle, le terme de phrénitis n'est plus utilisé, en raison des travaux d'anatomie pathologique d'une part et de sémiologie psychiatrique d'autre part. 
D'un point de vue anatomique, le terme « phrénite » ne désigne plus que l'inflammation proprement dite du diaphragme sans lien direct avec des troubles de la conscience. La phrenitis de Pinel est reconsidérée en termes de méningite que des auteurs tentent de subdiviser en syndromes anatomo-cliniques plus précis : inflammations de la dure-mère, de la pie-mère, de l'arachnoïde  (arachnoïdite).
À cela s'ajoute une « crise des fièvres » décrite par Foucault, où la notion de « fièvre essentielle » ou maladie fébrile « en soi » tend à disparaître pour devenir une réaction générale prenant sa source dans une inflammation localisée, crise qui ne sera résolue que par la découverte des micro-organismes pathogènes. 
En psychiatrie, la phrenetis, comme trouble de l'esprit ou du jugement, disparait en étant l'ancêtre commun des termes anglais delirium (délire aigu organique) et delusion (en français délire pour délire chronique sans fièvre). Le français Philippe Chaslin (1857-1923) propose le terme de confusion mentale correspondant à peu près au terme delirium des anglophones.
Depuis la fin du XXe siècle, le terme phrenitis est plus ou moins interprété, en termes de diagnostic rétrospectif, comme un tableau de syndrome confusionnel fébrile, se présentant comme un état d'agitation, d'origine infectieuse (encéphalite ou de méningo-encéphalite), toxique ou métabolique.  
D'autre part, la question posée par la phrenitis antique, celle des rapports entre le corps et l'âme (ce qui l'anime), reste ouverte, notamment avec la médecine psychosomatique et la distinction neurologie et psychiatrie.